# Olympique Gymnaste Club de Nice 1947-1948
Questa voce raccoglie le informazioni riguardanti l'Olympique Gymnaste Club de Nice nelle competizioni ufficiali della stagione 1947-1948.

## Maglie
| Manica sinistra · Manica sinistra · Maglietta · Maglietta · Manica destra · Manica destra · Pantaloncini · Calzettoni |

## Rosa
| N. |                    | Ruolo | Calciatore          |
| -- | ------------------ | ----- | ------------------- |
|    | Francia (bandiera) | P     | Jacques Favre       |
|    | Francia (bandiera) | P     | James Poncet        |
|    | Francia (bandiera) | D     | Abdelkader Amar     |
|    | Francia (bandiera) | D     | Constant Emmanuelli |
|    | Francia (bandiera) | D     | Mohamed Firoud      |
|    | Francia (bandiera) | D     | Marcel Frey         |
|    | Francia (bandiera) | D     | Jean Lefort         |
|    | Francia (bandiera) | C     | Désiré Carré        |
|    | Spagna (bandiera)  | C     | Esteban Gomez       |
|    | Francia (bandiera) | C     | Mohamed Nemeur      |

| N. |                    | Ruolo | Calciatore       |
| -- | ------------------ | ----- | ---------------- |
|    | Francia (bandiera) | C     | René Raphy       |
|    | Francia (bandiera) | C     | Léon Rossi       |
|    | Francia (bandiera) | A     | François Fassone |
|    | Francia (bandiera) | A     | David Ickovitz   |
|    | Italia (bandiera)  | A     | Renato Marchiaro |
|    | Francia (bandiera) | A     | Anton Marek      |
|    | Francia (bandiera) | A     | Dominique Ruff   |
|    | Francia (bandiera) | A     | Roland Tilipski  |
|    | Spagna (bandiera)  | A     | Joaquín Valle    |